# Revize elektrických zařízení
Elektrická zařízení se před uvedením do provozu musí vyzkoušet a prověřit, během svého provozu pak nechat podrobit pravidelným kontrolám a revizím. Provozování elektrických zařízení upravuje norma ČSN 33 1500, která stanovuje lhůty revizí podle prostředí nebo druhu prostoru. Povinnost provádět revize určuje zákon č. 458/2000 Sb. tzv. energetický zákon.[zdroj⁠?!]
Tuto činnost zajišťuje revizní technik na základě získaného oprávnění Technické inspekce České republiky. Prohlídkou, kontrolním měřením a přezkoušením celkového stavu ověřuje bezpečný a bezporuchový provoz elektrického zařízení. Ke každé revizi se vystaví revizní zpráva, kde se zohlední veškeré provedené činnosti při revizi, zjištěné závady a závěrem takové zprávy je, že elektrické zařízení je způsobilé bezpečného provozu. V krajních případech se může stát, že vzniklé závady brání kladnému výsledku a proto v takových případech je potřeba tyto závady co nejdříve odstranit po domluvě s revizním technikem.

## Druhy revizí
- výchozí revize – provádí se vždy před uvedením nových elektrických zařízení do provozu nebo po jejich rekonstrukci,
- pravidelná revize – v pravidelných intervalech dle lhůt stanovených v ČSN 33 1500.
- mimořádná revize – například při uzavírání nových smluv s dodavatelem elektrické energie